# Eurocopter AS350
Eurocopter AS350 (zdaj Airbus Helicopters)  (Veverica) je lahki enomotorni večnamenski helikopter, ki ga je razvilo francosko podjetje Aérospatiale. Potem se je to podjetje združilo v Eurocopter, ki se je pozneje preimenovalo v Airbus Helicopters. 
AS355 Ecureuil 2 tudi "TwinStar" je dvomotorna verzija. Kasnješi Eurocopter EC130 je baziran na AS350 trupu. Kljub pojavu EC130 se AS350 še vedno proizvaja, do danes so zgradili več kot 4105 helikopterjev.
Razvoj helikopterja, ki bi nadomestil Aérospatiale Alouette II se je začel v 1970ih, prvič je poletel 27. junija 1974. 
14. maja 2005 je pilot Didier Delsalle pristal na gori Mount Everest.
29. aprila 2010 je AS350 uspešno rešil tri alpiniste na gori Annapurna I, Nepal na višini 8091 metrov - rekord v reševanju kar se tiče višine.

## Tehnične specifikacije(AS350 B3)
- Posadka: 1
- Kapaciteta: 5
- Dolžina: 10,93 m (35 ft 10½ in)
- Premer rotorja: 10,7 m (35 ft 1 in)
- Višina: 3,14 m (10 ft 3½ in)
- Površina rotorja: 89,75 m² (966,1 sq ft)
- Prazna teža: 1 174 kg (2 588 lb)
- Maks. vzletna teža: 2 250 kg (4 960 lb)
- Motorji: 1 × Turbomeca Arriel 2B turbogredni, 632 kW (847 KM)

- Neprekoračljiva hitrost: 287 km/h (155 vozlov, 178 mph)
- Potovalna hitrost: 245 km/h (132 vozlov, 152 mph)
- Dolet: 662 km (357 nmi, 411 mi)
- Avtonomija (čas leta): 4,1 ure
- Višina leta (servisna): 4 600 m (15 100 ft)
- Hitrost vzepnjanja: 8,5 m/s (1 675 ft/min)